# Scibilia Nobili
Scibilia Nobili è il dodicalbum discografico di Otello Profazio, pubblicato in Italia nel 1978.

## Tracce
1. La catarinà
2. Scibilia nobili
3. Storia di re bifè
4. Leggenda di un carcerato siciliano graziato da Re Ferdinando per intercessione di S. Agata
5. La vita de lu lupu
6. Mannaja all'ingegneri
7. Non amate forestieri
8. Nu letticellu arricamatu